# Le Bouchet-Saint-Nicolas
Le Bouchet-Saint-Nicolas – miejscowość i gmina we Francji, w regionie Owernia-Rodan-Alpy, w departamencie Górna Loara.
Według danych na rok 1990 gminę zamieszkiwało 246 osób, a gęstość zaludnienia wynosiła 13 osób/km² (wśród 1310 gmin Owernii Le Bouchet-Saint-Nicolas plasuje się na 606. miejscu pod względem liczby ludności, natomiast pod względem powierzchni na miejscu 489.).